# Mallochianamyia truncata
Mallochianamyia truncata är en tvåvingeart som beskrevs av Wheeler 2000. Mallochianamyia truncata ingår i släktet Mallochianamyia och familjen markflugor. Inga underarter finns listade i Catalogue of Life.